# 1930 en Nouvelle-Écosse
Chronologie de la Nouvelle-Écosse
- 1926
- 1927
- 1928
- 1929
- 1930
- 1931
- 1932
- 1933
- 1934

Cette page concerne des événements survenus en 1930 dans la province canadienne de Nouvelle-Écosse.

## Politique
- Premier ministre : Edgar N. Rhodes puis Gordon S. Harrington
- Chef de l'Opposition :
- Lieutenant-gouverneur : James Cranswick Tory puis Frank Stanfield
- Législature :